# Кубок Європи з бігу на 10000 метрів 2021
Кубок Європи з бігу на 10000 метрів 2021 був проведений 5 червня у Бірмінгемі на стадіоні Бірмінгемського університету.
Змагання первісно мало відбутись 6 червня 2020, проте, з огляду на пандемію коронавірусної хвороби, Європейська легкоатлетична асоціація ухвалила рішення перенести проведення Кубка на 2021.
Первісно змагання у 2021 планувались до проведення на 5 червня на стадіоні «Парламент Хілл» у Лондоні. Проте, наприкінці січня 2021 було повідомлено про їх перенесення з цього лондонського стадіону з огляду на триваючі пандемічні обмеження та про намір європейської та британської асоціацій шукати інше місце проведення змагань у Британії. 16 березня 2021 Європейська легкоатлетична асоціація оголосила про перенесення змагань до Бірмінгему.

## Призери

### Чоловіки
| Першість | Золото | Золото      | Срібло                                                                                                   | Срібло      | Бронза | Бронза      |
| -------- | --- | ----------- | --- | ----------- | --- | ----------- |
| Особиста | Мурад Амдуні Франція                                                                                                   | 27.23,39 PB | Башир Абді Бельгія                                                                                       | 27.23,39 PB | Карлос Майо Іспанія                                                                                                   | 27.25,00 PB |
| Командна | ФранціяМурад Амдуні (27.23,39) Янн Шрюбб (27.49,64) Меді Фрер (28.03,90) Флоріан Карвальйо Франсуа Барре Фаб'єн Палько | 1:23.18,13  | Велика БританіяМарк Скотт (27.49,94) Мо Фара (27.50,64) Еміль Кайресс (27.53,19) Метт Ліч Крістіан Джонс | 1:23.34,57  | ІспаніяКарлос Майо (27.25,00) Хесус Рамос (27.49,73) Хуан Антоніо Перес (28.27,91) Яго Рохо Рауль Селада Хорхе Бланко | 1:23.43,44  |

### Жінки
| Першість | Золото | Золото     | Срібло                                                                                              | Срібло      | Бронза                                                                                                 | Бронза      |
| -------- | --- | ---------- | --------------------------------------------------------------------------------------------------- | ----------- | --- | ----------- |
| Особиста | Ейліш Макколган Велика Британія | 31.19,21   | Селамавіт Тефері Ізраїль                                                                            | 31.19,35 PB | Джессіка Джадд Велика Британія                                                                         | 31.20,84 PB |
| Командна | Велика БританіяЕйліш Макколган (31.19,21) Джессіка Джадд (31.20,84) Веріті Оккенден (31.43,70) Емі-Елоїз Марковц Саманта Гаррісон Дженніфер Несбітт | 1:34.24,55 | ІталіяДжованна Епіс (33.02,23) Анна Арнаудо (33.02,70) Ребекка Лонедо (33.27,56) Федеріка Сугам'єле | 1:39.33,29  | ПольщаІзабела Пашкевич (32.44,20) Ангеліка Мах (33.26,69) Анна Банковська (34.15,16) Івона Бернарделлі | 1:40.26,45  |

## Медальний залік
До медального заліку включені нагороди за підсумками індивідуальної та командної першостей.
| Місце               | Країна              | Золото | Срібло | Бронза | Загалом |
| ------------------- | ------------------- | ------ | ------ | ------ | ------- |
| 1                   | Велика Британія     | 2      | 1      | 1      | 4       |
| 2                   | Франція             | 2      | 0      | 0      | 2       |
| 3                   | Ізраїль             | 0      | 1      | 0      | 1       |
| 3                   | Італія              | 0      | 1      | 0      | 1       |
| 3                   | Бельгія             | 0      | 1      | 0      | 1       |
| 6                   | Іспанія             | 0      | 0      | 2      | 2       |
| 7                   | Польща              | 0      | 0      | 1      | 1       |
| Загалом (7 збірних) | Загалом (7 збірних) | 4      | 4      | 4      | 12      |

## Виступ українців
Склад команди України на Кубок Європи був затверджений рішенням виконавчого комітету Легкої атлетики України.
Зрештою, у Кубку взяли участь лише чоловіки, які посіли шосте командне місце.
| Місце | Атлет                               | Результат |
| ----- | ----------------------------------- | --------- |
| 31    | Микола Нижник Київ                  | 28.52,98  |
| 35    | Іван Стребков Тернопільська область | 29.07,93  |
| 48    | Роман Романенко Київська область    | 29.33,58  |
| 49    | Ігор Порозов Київська область       | 29.33,98  |

| Місце | Атлетка                            | Результат |
| ----- | ---------------------------------- | --------- |
| —     | Валерія Зіненко Київська область   | DNS       |
| —     | Ольга Скрипак Київ                 | DNS       |
| —     | Наталія Семенович Київська область | DNS       |